# Marin Draganja
Marin Draganja (Spalato, 13 maggio 1991) è un tennista croato, inattivo dal 2018.
Specialista del doppio, ha vinto quattro tornei del circuito ATP, diversi altri nei tornei minori e il suo miglior ranking ATP è stato il 20º posto nell'aprile 2015. In singolare non ha vinto alcun torneo e dal 2014 ha giocato quasi esclusivamente in doppio.

## Carriera
Nel 2008 gioca i suoi primi due tornei tra i professionisti e non supera il turno di esordio né in singolare né in doppio, fa il suo debutto a maggio al Challenger di Fiume e a ottobre disputa l'ITF Futures Croatia F11. Gioca con maggiore frequenza nel 2009 e subito dimostra di essere più competitivo in doppio: tra agosto e settembre gioca assieme a Dino Marcan le sue prime finali in carriera, perdono quelle al Futures Croatia F6 ed F7 e alza il primo trofeo da professionista vincendo il Croatia F8 superando in finale Nikola Mektic / Ivan Zovko. Nel finale di stagione si aggiudicano i titoli anche al Bosnia & Herzegovina F6 e al Croatia F8, mentre perdono la finale al Dominican Republic F1.
Apre il 2010 facendo il suo esordio nel circuito maggiore allo Zagreb Indoors, dove in coppia con Lovro Zovko non va oltre il primo turno. Vince quindi assiema a Cedrik-Marcel Stebe i Futures Croatia F2 ed F3, nel prosieguo della stagione disputerà altre tre finali Futures con Marcan e vinceranno quelle al Romania F7 e al Croatia F4. Con Marcan vince anche il suo primo incontro nel circuito maggiore al Croatia Open Umag, sconfiggendo Tomasz Bednarek / Mateusz Kowalczyk, e disputa la sua prima finale Challenger a Lubiana, persa in tre set contro Nikola Mektić / Ivan Zovko.
Anche nel 2011 gioca in prevalenza nei tornei Futures e disputa l'intera stagione a fianco di Marcan; raggiungono nove finali e vincono quelle dei tornei Armenia F2, Croatia F6, Croatia F13 e Croatia F14. Disputano un solo torneo ATP al Croatia Open Umag ed escono di scena al primo turno, mentre vincono solo uno dei tre incontri giocati nei tornei Challenger.
All'esordio stagionale del 2012 vince un altro incontro ATP in coppia con Franko Škugor allo Zagreb Indoors. Dopo aver perso due finali nei Futures, ad aprile vince il suo primo titolo Challenger in carriera a Blumenau in coppia con Marcan, superando in finale Blaž Kavčič / Antonio Veić con il punteggio di 6-2, 6-0, e poco dopo fa il suo ingresso nella top 200 del ranking. Perdono la successiva finale Challenger ad Arad. Al Croatia Open Umag non supera il primo turno in coppia con Toni Androić, mentre con Marcan perde in finale anche al Challenger di Recanati. Nella seconda parte della stagione gioca con Lovro Zovko e vincono i Challenger di Sibiu e di Banja Luka; a ottobre porta il best ranking alla 112ª posizione mondiale.
Nel 2013 non supera il primo turno allo Zagreb Indoors in coppia con Marin Čilić, nel prosieguo della stagione uscirà al primo turno anche nei tornei ATP di Umago e Mosca. A marzo vince il primo titolo Challenger del 2013 a San Luis Potosí. Si aggiudica quindi con Mate Pavić i Challenger di Guadalajara, Portorose ed Eskişehir, e quello di Cordenons con Škugor. Entra nella top 100 dopo la finale persa con Pavić al Challenger di Genova. Nel finale di stagione vince anche i Challenger di Banja Luka con Nikola Mektić e quelli di Trnava, Seul e Yeongwol con Pavić. Chiude la stagione con il nuovo best ranking al 75º posto mondiale.
All'inizio del 2014 raggiunge la sua prima finale in un torneo ATP 250 all'Aircel Chennai Open in coppia con Mate Pavić e vengono sconfitti da Johan Brunström e  Frederik Nielsen per 6-2, 4-6, [10-7]. Fa il suo esordio e vince il primo incontro in un torneo del Grande Slam agli Australian Open dove, ancora con Pavić, viene eliminato al secondo turno da Daniel Nestor e Nenad Zimonjić. Allo Zagreb Indoors raggiungono la semifinale e vengono sconfitti da Michal Mertiňák e Philipp Marx. Si spingono fino alla semifinale anche all'Open 13 e cedono in tre set a Paul Hanley e Jonathan Marray. Con Pavić fa anche il suo esordio nella squadra croata di Coppa Davis e cedono al quinto set contro Mariusz Fyrstenberg e Marcin Matkowski. Sconfitto nei quarti di finale al Düsseldorf Open da Santiago González e Scott Lipsky, raggiunge la sua prima semifinale Slam al Roland Garros in coppia con Florin Mergea e vengono sconfitti da Marcel Granollers e Marc López per 6-3, 1-6, 6-3. Ancora con Mergea raggiunge la semifinale ad Halle, persa in tre set contro Andre Begemann e Julian Knowle, i quarti a s-Hertogenbosch e il primo turno al suo esordio a Wimbledon, dove cedono al quinto set contro Marcel Granollers e Marc López.
Non vanno oltre i quarti al torneo di Stoccarda e la settimana successiva vince con Mergea il suo primo torneo del circuito maggiore al prestigioso ATP 500 di Amburgo trionfando in finale sui numeri 3 del mondo Alexander Peya e Bruno Soares per 6-4, 7-5. Escono di scena al primo turno a Gstaad e al secondo nel suo debutto agli US Open. Vince il suo primo incontro in Coppa Davis in coppia con Cilić sconfiggendo Robin Haase e Jean-Julien Rojer. Verso fine anno perde le finali di Metz e all'ATP 500 di Basilea assieme a Henri Kontinen e la semifinale di Vienna con Mergea. Nel corso della stagione vince un titolo Challenger a Sarasota, disputa inoltre l'ultimo torneo ITF Futures e abbandona la categoria dopo aver vinto undici titoli, tutti in doppio. Chiude di nuovo la stagione con un best ranking, in 25ª posizione.
Nel 2015 gioca esclusivamente nei tornei del circuito maggiore e inizia la stagione con tre sconfitte al primo turno, tra cui quella agli Australian Open. Vince il suo secondo titolo ATP al successivo Zagreb Indoors in coppia con Henri Kontinen con il successo in finale su Fabrice Martin / Purav Raja per 6-4, 6-4. Si ripetono subito dopo imponendosi anche nella finale di Marsiglia, questa volta superando in tre set Colin Fleming / Jonathan Marray. A marzo vince in coppia con John Peers i suoi primi incontri in tornei Masters 1000 a Indian Wells – dove al secondo turno vengono sconfitti in tre set dai fuoriclasse Bob e Mike Bryan – e al Miami Open, dove disputa per l'unica volta in carriera un quarto di finale in questa categoria; a fine torneo sale al 20º posto mondiale, che resterà il miglior ranking in carriera.
A fine aprile vince con Kontinen il suo quarto e ultimo torneo ATP in carriera al 500 di Barcellona battendo in finale Jamie Murray / John Peers per 6-3, 6-7, 11-9. Nel corso del 2015 inizia ad avvertire dolore alle anche che comprometterà il prosieguo della stagione, esce al secondo turno al Roland Garros e al primo al torneo di Wimbledon, e l'unico risultato di rilievo è la semifinale raggiunta a Umago. Disputa l'ultimo incontro stagionale a fine luglio al primo turno di Amburgo e deve quindi sottoporsi a un'operazione per risolvere il problema alle anche.
Torna alle competizioni nel febbraio 2016, inizialmente stenta a trovare la forma e scende all'86ª posizione. Si risolleva ad aprile raggiungendo la finale all'ATP di Casablanca in coppia con Aisam-ul-Haq Qureshi, persa al terzo set contro Guillermo Durán e Máximo González. Dei successivi undici incontri ne vince solo tre, tra cui quello contro Julien Benneteau /
Édouard Roger-Vasselin al primo turno del Canadian Open, mentre tra le sconfitte al primo turno vi sono quelle al Roland Garros, a Wimbledon e al suo esordio olimpico ai Giochi di Rio de Janeiro. Già a fine aprile esce dalla top 100. A settembre torna a giocare nei Challenger, e subito raggiunge e perde in coppia con il fratello Tomislav la finale al Due Ponti di Roma.
Continua a giocare con il fratello soprattutto nei Challenger nel 2017, ma il primo risultato importante arriva nella sfida di Coppa Davis persa 3-2 contro la Spagna, nella quale vince il doppio con Mektić contro i top 12 Feliciano Lopez / Marc Lopez. A fine febbraio vince con Tomislav al Keio Challenger di Yokohama il primo titolo dopo quello vinto all'ATP di Barcellona quasi due anni prima. Nel periodo successivo perdono due finali Challenger e a luglio raggiungono la finale a Umago, l'ultima finale ATP di Marin Draganja, e vengono sconfitti da Guillermo Durán / Andrés Molteni con il punteggio di 3-6, 7-6, [6-10]. Nel finale di stagione vincono i Challenger di Banja Luka e Ismaning.
Nel febbraio 2018 i due fratelli perdono la finale al Challenger di Budapest, mentre a maggio vincono quella di Mestre. A luglio escono di scena al primo turno al torneo di Umago, dopo il quale Marin Draganja inizia un lungo periodo di inattività.

## Statistiche

### Doppio

#### Vittorie (4)
| Legenda doppio            |
| Grande Slam (0)           |
| ATP World Tour Finals (0) |
| ATP Masters 1000 (0)      |
| ATP World Tour 500 (2)    |
| ATP World Tour 250 (2)    |

| N. | Data             | Torneo                             | Superficie  | Compagno       | Avversari in finale           | Punteggio           |
| 1. | 20 luglio 2014   | International German Open, Amburgo | Terra       | Florin Mergea  | Alexander Peya Bruno Soares   | 6–4, 7–5            |
| 2. | 8 febbraio 2015  | Zagreb Indoors, Zagabria           | Cemento (i) | Henri Kontinen | Fabrice Martin Purav Raja     | 6-4, 6-4            |
| 3. | 22 febbraio 2015 | Open 13, Marsiglia                 | Cemento (i) | Henri Kontinen | Colin Fleming Jonathan Marray | 6-4, 3-6, [10-8]    |
| 4. | 26 aprile 2015   | Barcelona Open, Barcellona         | Terra rossa | Henri Kontinen | Jamie Murray John Peers       | 6–3, 6(6)–7, [11–9] |

#### Finali perse (5)
| Legenda doppio            |
| Grande Slam (0)           |
| ATP World Tour Finals (0) |
| ATP Masters 1000 (0)      |
| ATP World Tour 500 (1)    |
| ATP World Tour 250 (4)    |

| N. | Data              | Torneo                                | Superficie  | Compagno             | Avversari in finale                  | Punteggio            |
| 1. | 5 gennaio 2014    | Chennai Open, Chennai                 | Cemento     | Mate Pavić           | Johan Brunström Frederik Nielsen     | 2–6, 6–4, [7–10]     |
| 2. | 21 settembre 2014 | Open de Moselle, Metz                 | Cemento (i) | Henri Kontinen       | Mariusz Fyrstenberg Marcin Matkowski | 7–6(3), 3-6, [8-10]  |
| 3. | 26 ottobre 2014   | Swiss Indoors, Basilea                | Cemento     | Henri Kontinen       | Nenad Zimonjić Vasek Pospisil        | 6(13)–7, 6-1, [5-10] |
| 4. | 9 aprile 2016     | Grand Prix Hassan II, Casablanca      | Terra rossa | Aisam-ul-Haq Qureshi | Guillermo Durán Máximo González      | 2-6, 6-3, [6-10]     |
| 5. | 22 luglio 2017    | Plava Laguna Croatia Open Umag, Umago | Terra rossa | Tomislav Draganja    | Guillermo Durán Andrés Molteni       | 3-6, 7–6(4), [6-10]  |

### Tornei minori

#### Doppio

##### Vittorie (28)
| Legenda tornei minori |
| Challenger (17)       |
| Futures (11)          |

| N.  | Data              | Torneo                                              | Superficie    | Compagno                 | Avversari in finale                   | Punteggio           |
| 1.  | 15 aprile 2012    | Aberto de Santa Catarina, Blumenau                  | Terra rossa   | Dino Marcan              | Blaž Kavčič Antonio Veić              | 6–2, 6–0            |
| 2.  | 12 agosto 2012    | Sibiu Open, Sibiu                                   | Terra rossa   | Lovro Zovko              | Alexandru Carpen Cristóbal Saavedra   | 6–4, 4–6, [11–9]    |
| 3.  | 16 settembre 2012 | Banja Luka Challenger, Banja Luka                   | Terra rossa   | Lovro Zovko              | Colin Ebelthite Jaroslav Pospíšil     | 6–1, 6–1            |
| 4.  | 31 marzo 2013     | San Luis Potosí Challenger, San Luis Potosí         | Terra rossa   | Adrián Menéndez Maceiras | Marco Chiudinelli Peter Gojowczyk     | 6–4, 6–3            |
| 5.  | 14 aprile 2013    | Jalisco Open, Guadalajara                           | Cemento       | Mate Pavić               | Samuel Groth John-Patrick Smith       | 5–7, 6–2, [13–11]   |
| 6.  | 6 luglio 2013     | Slovenia Open, Portorose                            | Cemento       | Mate Pavić               | Aljaž Bedene Blaž Rola                | 6–3, 1–6, [10–5]    |
| 7.  | 20 luglio 2013    | Eskişehir Cup, Eskişehir                            | Cemento       | Mate Pavić               | Sanchai Ratiwatana Sonchat Ratiwatana | 6–3, 3–6, [10–7]    |
| 8.  | 17 agosto 2013    | Internazionali del Friuli Venezia Giulia, Cordenons | Terra rossa   | Franko Škugor            | Norbert Gombos Roman Jebavý           | 6–4, 6–4            |
| 9.  | 14 settembre 2013 | Banja Luka Challenger, Banja Luka                   | Terra rossa   | Nikola Mektić            | Dominik Meffert Oleksandr Nedovjesov  | 6–4, 3–6, [10–6]    |
| 10. | 21 settembre 2013 | ATP Challenger Trophy, Trnava                       | Terra rossa   | Mate Pavić               | Aljaž Bedene Jaroslav Pospíšil        | 7–5, 4–6, [10–6]    |
| 11. | 3 novembre 2013   | Seoul Cup, Seul                                     | Cemento       | Mate Pavić               | Lee Hsin-han Peng Hsien-yin           | 7–5, 6–2            |
| 12. | 10 novembre 2013  | Yeongwol Challenger, Yeongwol                       | Cemento       | Mate Pavić               | Lee Hsin-han Peng Hsien-yin           | 6–4, 4–6, [10–7]    |
| 13. | 20 aprile 2014    | Sarasota Open, Sarasota                             | Terra rossa   | Henri Kontinen           | Rubén Ramírez Hidalgo Franko Škugor   | 5–7, 7–5, [10–6]    |
| 14. | 11 marzo 2017     | Keio International, Yokohama                        | Cemento       | Tomislav Draganja        | Joris De Loore Luke Saville           | 4–6, 6–3, [10–4]    |
| 15. | 16 settembre 2017 | Banja Luka Challenger, Banja Luka                   | Terra rossa   | Tomislav Draganja        | Danilo Petrović Ilija Vučić           | 6–4, 6–2            |
| 16. | 21 ottobre 2017   | Ismaning Challenger, Ismaning                       | Sintetico (i) | Tomislav Draganja        | Dustin Brown Tim Pütz                 | 6(1)–7, 6–2, [10–8] |
| 17. | 26 maggio 2018    | Venice Challenge Save Cup, Mestre                   | Terra rossa   | Tomislav Draganja        | Romain Arneodo Danilo Petrović        | 6–4, 6(2)–7, [10–2] |